# Licuala kamarudinii
Licuala kamarudinii är en enhjärtbladig växtart som beskrevs av Saw. Licuala kamarudinii ingår i släktet Licuala och familjen Arecaceae. Inga underarter finns listade i Catalogue of Life.